# Andrzej Bartke
Andrzej Bartke (* 1939) ist ein polnisch-amerikanischer Biologe und Professor emeritus für Geriatrie an der Southern Illinois University.
Bartke machte 1962 sein Diplom an der Jagiellonen-Universität in Krakau. Anschließend ging er in die USA, wo er 1965 seine PhD an der University of Kansas machte. Seine Postdoc-Zeit verbrachte er bei der Worcester Foundation for Experimental Biology.
Andrzej Bartke erforscht Mechanismen der Langlebigkeit anhand von Mäusen. Er konnte zeigen, dass Ames-Dwarf-Mäuse aufgrund eines Mangels an Wachstumshormon besonders lange leben.

## Preise
- Methusalem-Maus-Preis
- Fred Conrad Koch Award 2015
- Longevity Prize 2017